# Nikolai Derugin
Nikolai Derugin, en Georgiano:  ნიკოლოზ დერიუგინი (nacido el 30 de abril de 1959 en Kutaisi, Georgia) fue un jugador soviético de baloncesto. Consiguió 4 medallas en competiciones internacionales con la Unión Soviética. 

## Trayectoria
- 1977-1986  Dinamo Tbilisi